# Жоливар, Андре

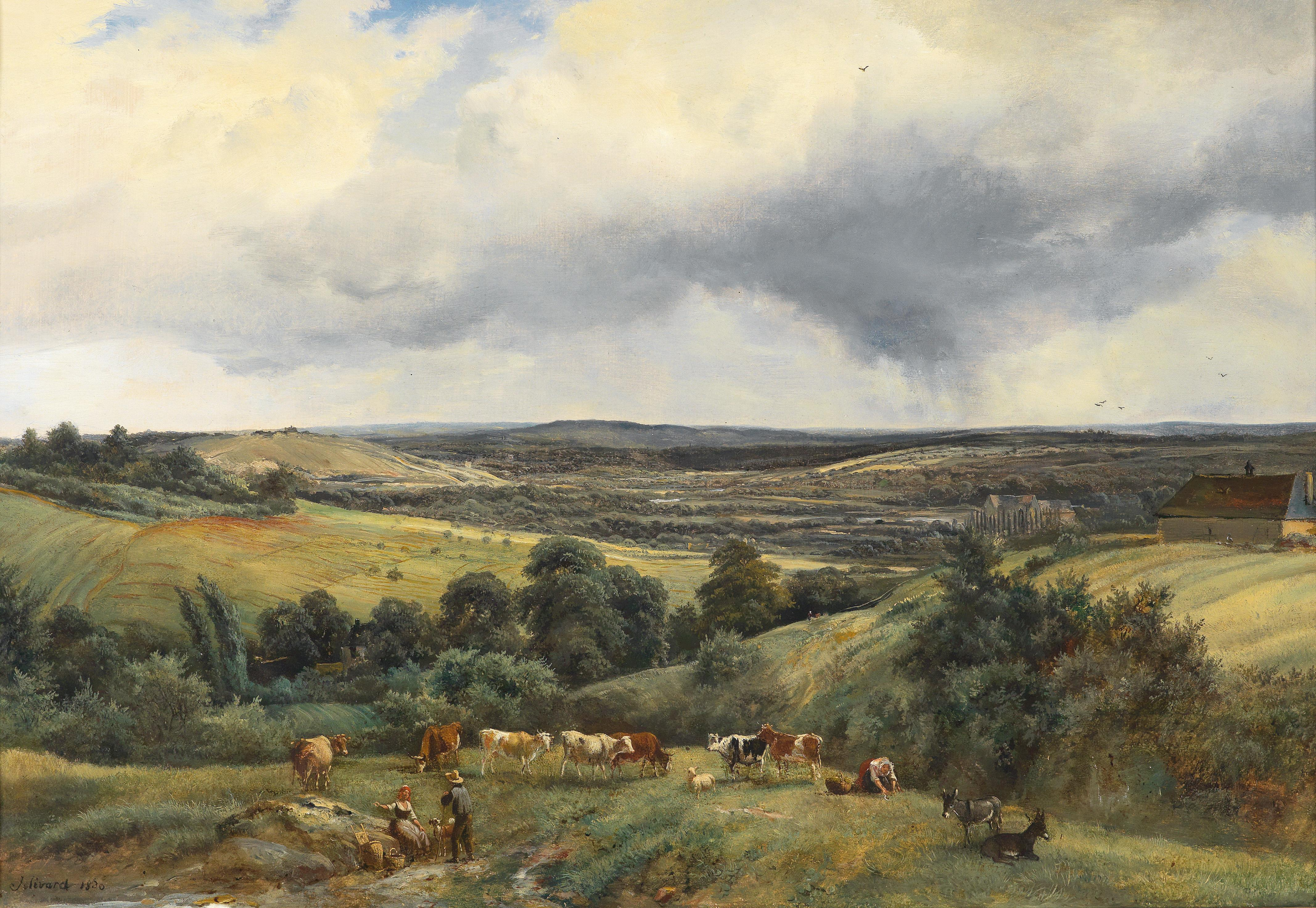
А. Жоливар. Пейзаж с пасущимся стадом (1830)

Андре́ Жолива́р (фр. André Jolivard; 15 сентября 1787, Ле-Ман — 8 декабря 1851, Париж) — французский художник, один из известнейших пейзажистов своего времени.

## Жизнь и творчество
Родился в провинции Мэн, на северо-западе Франции. В юношеском возрасте приезжает в Париж, где начинает изучение юриспруденции. Во время Наполеоновских войн оставляет учёбу и записывается добровольцем в Императорскую гвардию. Участник ряда военных кампаний французской армии, в том числе «Битвы народов» при Лейпциге в 1813 году.
После окончания боевых действий А. Жоливар продолжает свою учёбу и получает в 1816 году адвокатский диплом, однако вскоре после этого начинает изучение живописи под руководством мастера Жана-Виктора Бертена (1767—1842). Был приверженцем Барбизонской школы живописи. Начиная с 1819 года А. Жоливар неоднократно выставляет свои полотна на Парижских салонах (в 1819, 1824, 1827, 1833, 1834, 1835 и 1839 годах). В 1827 был награждён медалью Салона. В 1835 году за заслуги в области изобразительного искусства художник был награждён Рыцарским крестом ордена Почётного легиона.
Андре Жоливар был ранен в кисть руки пулей 2 декабря 1851 года, во время беспорядков в Париже при путче, сопровождавшем пришествие во власть Наполеона III. Случайное ранение вызвало заражение столбняком, в результате которого художник 8 декабря того же года скончался.